# Andrés Londoño
Andres Londono es un actor colombo-estadounidense de cine, televisión y teatro.

## Carrera
Londoño nació en Colombia, estudió actuación en Nueva York, y posteriormente se mudó a Los Ángeles. En 2005 participó en la película de terror Constantine, y el mismo año interpretó a Hank en la serie de HBO, The Comeback. En 2006 interpretó a Antonio Ramos en la serie policíaca Bones. En 2007 ganó el premio a mejor actor protagónico en el festival de cine FAIF en Los Ángeles por la película The Journey.
Durante los siguientes años, Londoño participó en series como Mistresses, The Unit, Modern Family, entre otras. Protagonizó la película Crew 2 Crew filmada en Italia, y la película canadiense ganadora de premios internacionales Kingdoms Of Grace. En los últimos años ha interpretado a Óscar Díaz en la serie apocalíptica Fear the Walking Dead, a Nicolás Gamero en la serie de Netflix Distrito Salvaje y a Enrique Clavel en la serie de Netflix Narcos: Mexico. En 2020 escribió, dirigió y protagonizó el cortometraje Romeo Is Breathing, seleccionado en el festival DUBSMARTFF de Dublín. Actualmente interpreta a Castillo en la serie de HBO Mil colmillos.

## Filmografía

### Televisión
| Año  | Título                | Personaje      | Cadena  |
| ---- | --------------------- | -------------- | ------- |
| 2021 | Mil colmillos         | Castillo       | HBO Max |
| 2020 | Narcos: México        | Enrique Clavel | Netflix |
| 2018 | Distrito salvaje      | Nicolas Gamero | Netflix |
| 2016 | Fear the Walking Dead | Oscar Diaz     | AMC     |
| 2013 | Mistresses            | Diego          | ABC     |
| 2011 | Modern Family         | Server         | ABC     |
| 2008 | The Unit              | SP             | CBS     |
| 2007 | Truly Famous          | Crisanto       |         |
| 2006 | Bones                 | Antonio Ramos  | FOX     |
| 2005 | The Comeback          | Hank           | HBO     |

### Cine
| Año  | Título                        | Personaje     | Nota |
| ---- | ----------------------------- | ------------- | ---- |
| 2021 | Banter                        |               |      |
| 2021 | The Wrong Real Estate Agent   | Charles       |      |
| 2020 | Romeo Is Breathing (Corto)    | Romeo         |      |
| 2019 | Llanto maldito                | Oscar         |      |
| 2018 | The Wrong Cruise              | Dante         |      |
| 2018 | Baja                          | Jorge Ramírez |      |
| 2017 | Happily Never After           | Patrick       |      |
| 2012 | Crew 2 Crew                   | Luca          |      |
| 2009 | Veda (Corto)                  | Tristan       |      |
| 2009 | The Ambassador's Wife (Corto) |               |      |
| 2008 | Kingdoms of Grace             | Thomas Stone  |      |
| 2007 | The Journey                   | Steve         |      |
| 2007 | Spin                          | Paolo         |      |
| 2005 | Wassup Rockers                | Mesero        |      |
| 2005 | Constantine                   | Demonio       |      |
| 2003 | Los jornaleros                | Old Hand      |      |